# 湯瑪斯·思韋茨

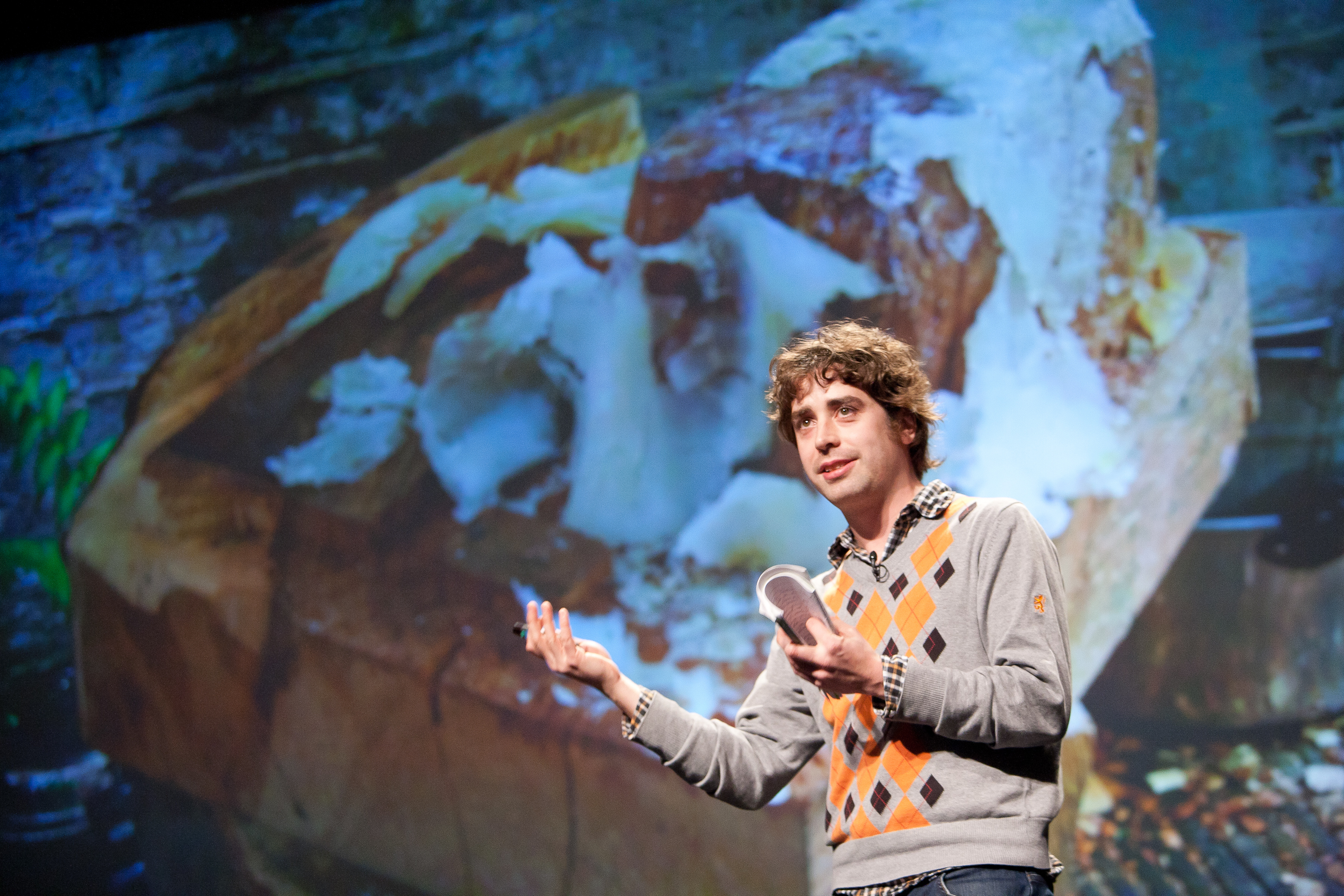
2011年時的湯瑪斯·思韋茨。

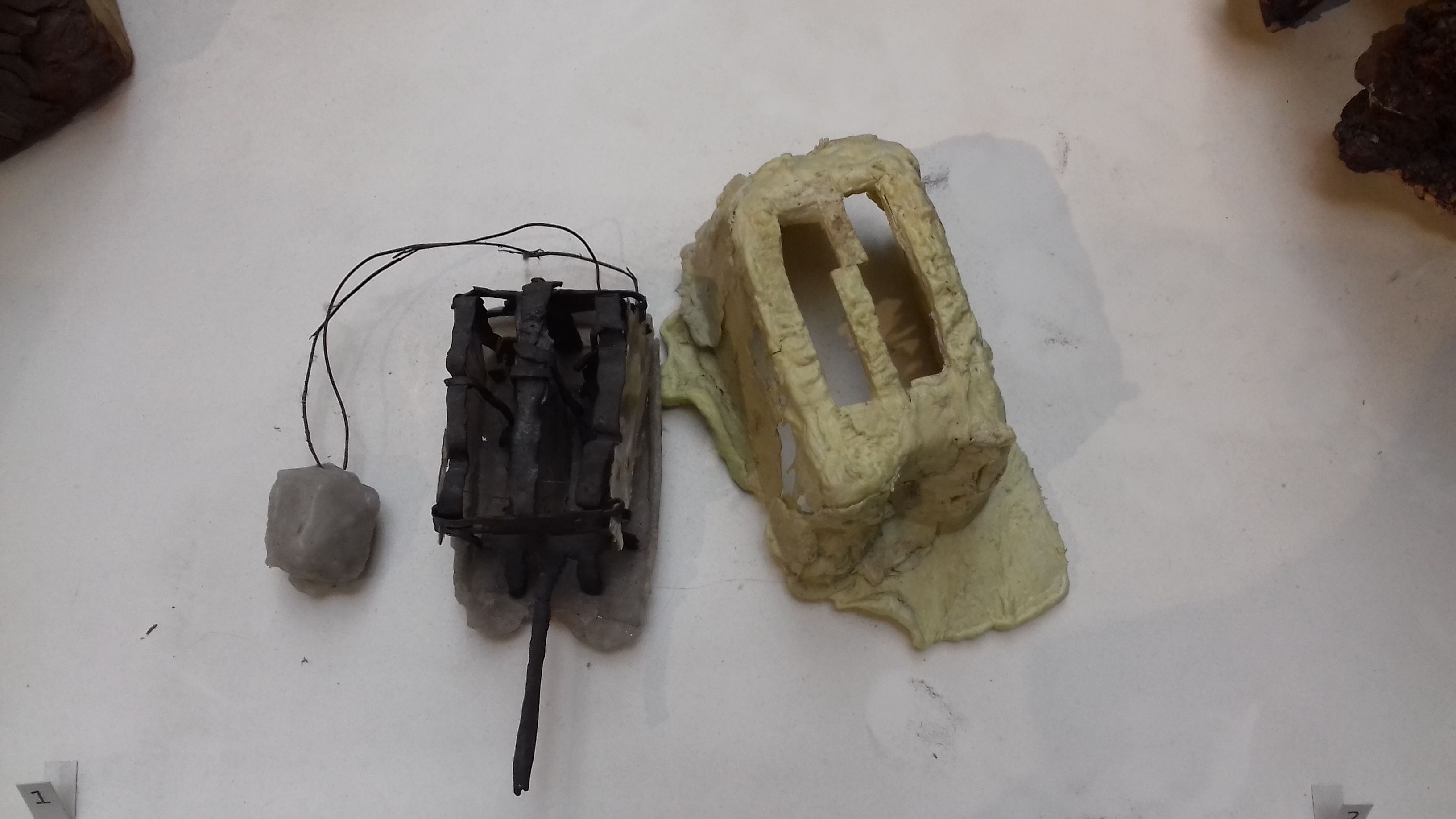
思韋茨所製作的“烤麵包機”。

湯瑪斯·思韋茨（英語：Thomas Thwaites）是一名英國設計師和作家。他形容自己是“一個更具投機性的設計師，對技術、科學、期貨研究等感興趣”。思韋茨在倫敦大學學院主修經濟學和生物學，並於2009年獲得皇家藝術學院的設計互動碩士學位:192。
作為碩士課程的一部分，他花了9個月的時間“從頭開始”自製烤麵包機，過程包括親自下井採礦，鍊鋼煉銅，雕刻電路，從原油中提煉塑料等，烤麵包機專案的構想由道格拉斯·亚当斯《銀河便車指南》一書啟發。

## 外部連結
- 官方网站